# Phrynobatrachus albolabris
Phrynobatrachus albolabris is een kikker uit de familie Phrynobatrachidae en het het geslacht Phrynobatrachus. Deze soort wordt ook wel als variatie van Phrynobatrachus latifrons gezien.
De soort werd voor het eerst wetenschappelijk beschreven door Ernst Ahl in 1924. Later werd de wetenschappelijke naam Hylarthroleptis accraensis gebruikt. Er is nog geen Nederlandse naam voor deze soort. De kikker komt voor in delen van Afrika en leeft endemisch in Ghana.